# カリ爆発
カリ爆発（カリばくはつ）は、1956年8月7日、コロンビアのバジェ・デル・カウカ県の県都サンティアゴ・デ・カリで起きた爆発事故。ダイナマイトを積んだ車両が爆発し、1300人以上が死亡、4000人が負傷した。4000人が死亡し、12,000人が負傷したとの説もある。

## 概要

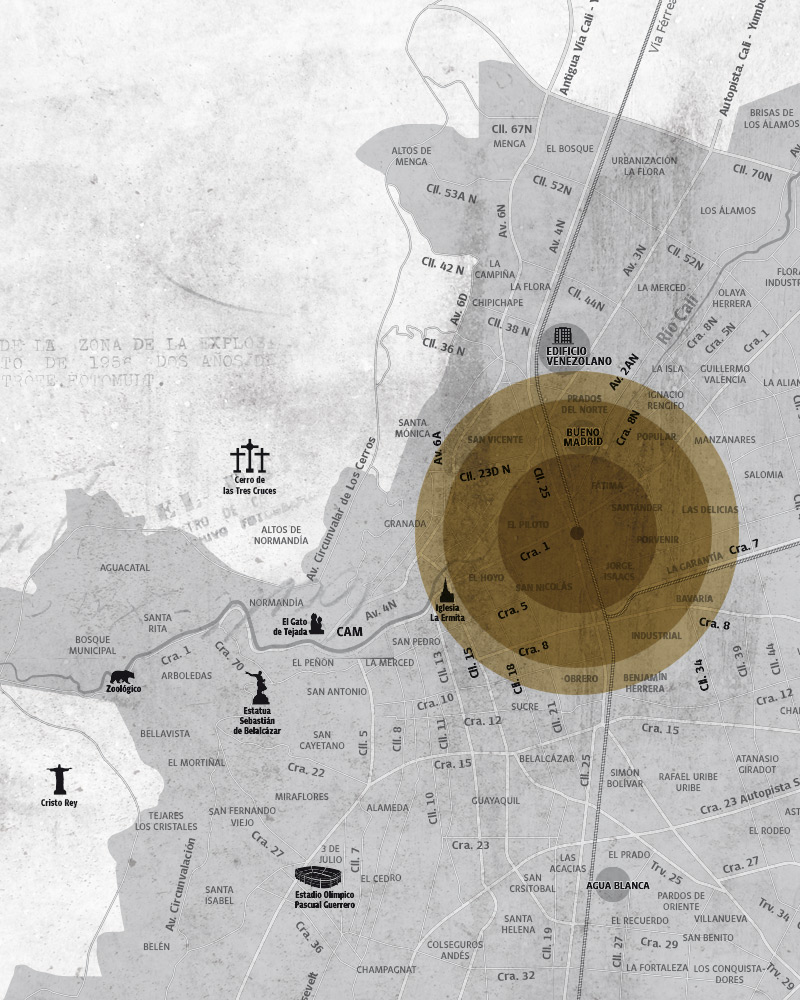
カリ爆発事故の被害範囲

1035箱のダイナマイトを積んだ軍用のトラック7台がブエナベントゥーラから来て鉄道駅に駐車された。爆発は朝の早い時間に発生し、幅50メートル、深さ25メートルの穴ができた。爆発で6つの地区の建物が破壊され、1300人以上が死亡し、4000人が負傷した。爆発でマグニチュード4.3相当の地震が発生した。
爆発はトラックの過熱、あるいは兵士が誤って銃を発砲したことが原因とみられている。

## 影響

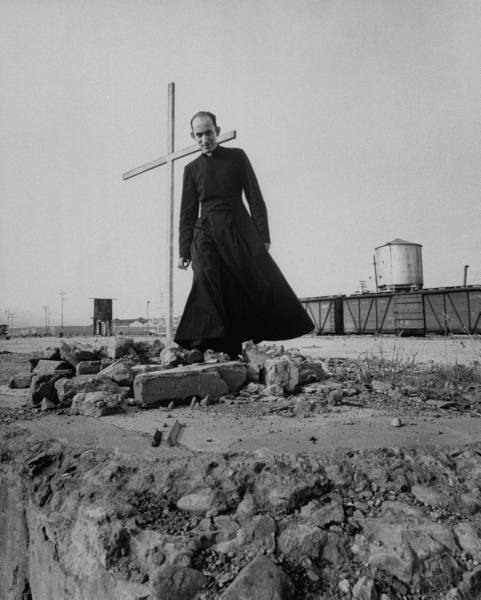
カリの瓦礫に立つガルビス司祭

爆発後生存者と負傷者の救出に尽力したカトリック司祭アルフォンソ・ハルタド・ガルビスは「爆発で残されたキノコ雲は、広島と長崎の原子爆弾投下で形成されたものと似ていたが、それよりも規模は小さかった。足、腕、胴体などの切断された人体が見られた」と証言している。
中央墓地には、3725体の頭蓋骨と人体の一部が埋葬された。事故を記念して、25番街と26番街の近くに鉄製の十字架が建てられた。
事故を受けて、赤十字とローマ教皇ピオ12世、ソビエト連邦、アフガニスタン、イラン、ベトナム、ラオス、フィリピン、北朝鮮、アメリカ、カナダ、メキシコ、ベネズエラ、モンゴル、韓国、日本、中国、ヨーロッパ各国が犠牲者に弔意を示した。